# Macroteleia punctatifrons
Macroteleia punctatifrons är en stekelart som beskrevs av Jean-Jacques Kieffer 1917. Macroteleia punctatifrons ingår i släktet Macroteleia och familjen Scelionidae. Inga underarter finns listade i Catalogue of Life.